# STG (企業)
株式会社STG（エスティージー、STG CO.,LTD.）は、大阪府八尾市に本社を置き、マグネシウムおよびアルミダイカスト製品の製造を手掛けている企業。

## 概要
1975年11月に創業し、翌1976年4月にアルミニウムダイカストの仕上加工を開始。1982年6月に有限会社三輝ブラストとして法人に改組。以降は各種製品向けのマグネシウムおよびアルミダイカスト製品の鋳造や加工を手掛けており、中国やマレーシアなど海外にも進出している。売上比率は、自動車向けが約50%を占める。

## 沿革
- 1975年11月 - 佐藤武幸がアルミニウム表面加工等を目的に創業。
- 1976年4月 - アルミニウムダイカストの仕上加工を開始。
- 1982年6月21日 - 有限会社三輝ブラストとして法人に改組。本社を大阪市平野区に置く。
- 1995年5月 - 株式会社三輝ブラストとして法人に改組。
- 1998年9月 - 三島工場を静岡県三島市に設置。
- 2004年
  - 8月 - 本社・大阪工場を大阪府八尾市へ移転。
  - 9月 - 三島工場を静岡県沼津市に移転した上で、沼津工場とする。
- 2010年8月 - 沼津工場を静岡県伊豆市に移転した上で、静岡工場とする。
- 2011年6月 - 株式会社TOSEIを子会社化[4]。
- 2015年4月 - 株式会社TOSEIを吸収合併。同時に商号を株式会社STGに変更。
- 2019年6月26日 - TOKYO PRO Marketに株式を上場[6]。
- 2024年
  - 3月20日 - TOKYO PRO Market上場廃止。
  - 3月21日 - 東京証券取引所グロース市場に上場[5][7]。

## 事業所
- 本社・大阪工場 - 大阪府八尾市山賀町6-82-2
- 静岡工場 - 静岡県伊豆市上船原1400-1

## 子会社
- 三輝特殊技研(香港)有限公司
- 深圳市参輝精密五金有限公司
- SANKI EASTERN (THAILAND) COMPANY LIMITED
- STX PRECISION (JB) SDN. BHD.